# Chad Ho
Chad Ho (Johannesburg, 21 giugno 1990) è un ex nuotatore sudafricano specializzato nel nuoto di fondo.

## Carriera
Chad Ho ha partecipato all'edizione inaugurale della maratona 10 km in acque libere che si è tenuta alle Olimpiadi di Pechino 2008 piazzandosi al nono posto. L'anno seguente ha preso parte ai campionati mondiali di Roma 2009 diventando il primo atleta sudafricano ad avere vinto una medaglia in acque libere, conquistando il bronzo nei 5 km. Candidato nel 2010 al premio come miglior nuotare in acque libere dell'anno, in seguito Chad Ho non è riuscito a qualificarsi alle Olimpiadi di Londra 2012.
Data l'assenza di sponsor sudafricani per il nuoto di fondo, per potere partecipare ai mondiali di Kazan' 2015 Ho è dovuto ricorrere al crowdfunding al fine di sostenere parte delle spese. La raccolta fondi, andata a buon fine, gli ha permesso di vincere il suo primo titolo iridato nei 5 km.

## Palmarès
- Mondiali

Roma 2009: bronzo nei 5 km.
Kazan' 2015: oro nei 5 km.
- Campionati africani

Johannesburg 2008: oro nei 5 km e argento nei 1500m sl.
- Vincitore della Coppa del Mondo di nuoto di fondo nel 2010.